# チキン南蛮

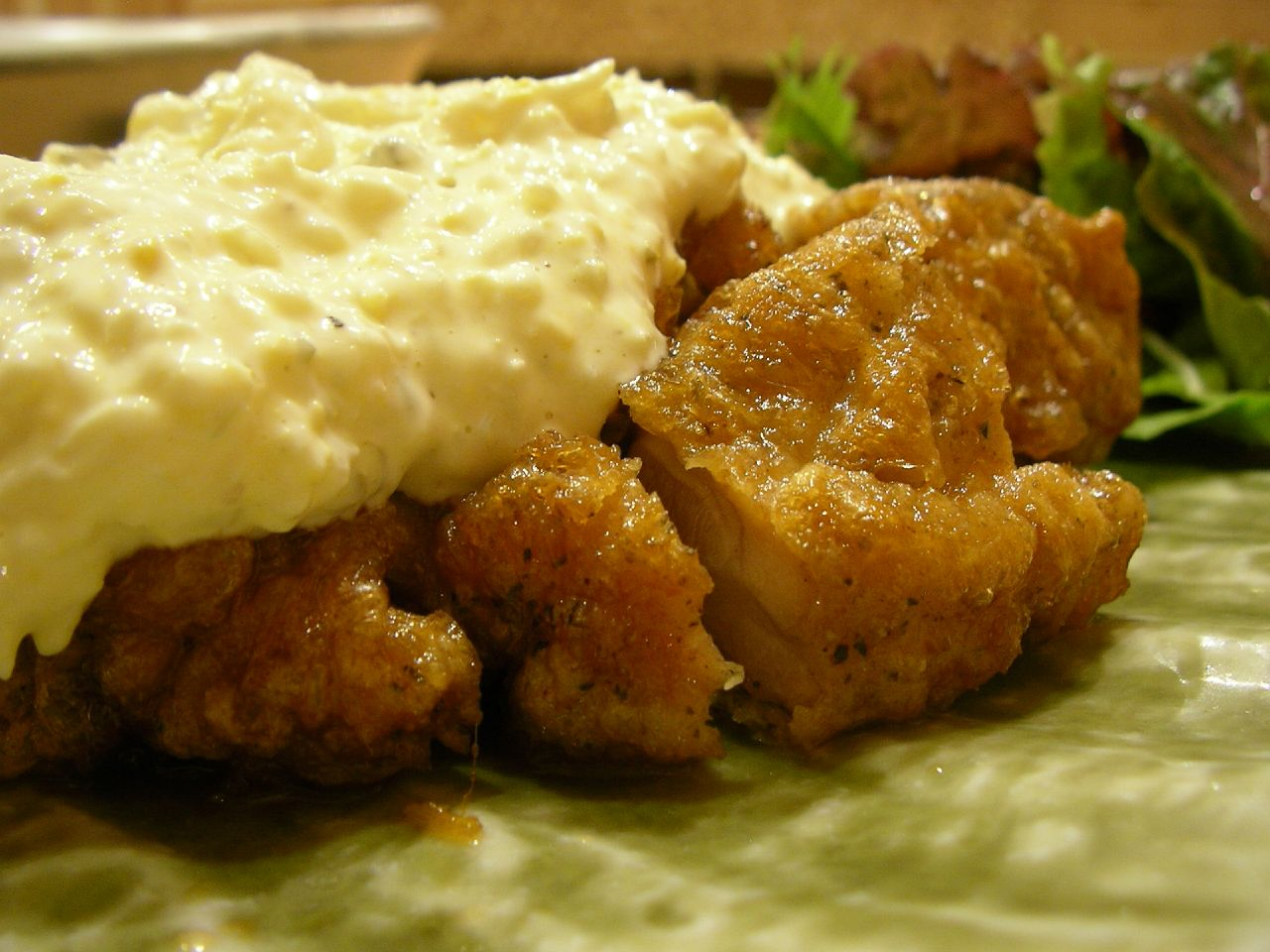
東京・中央区にある居酒屋のチキン南蛮

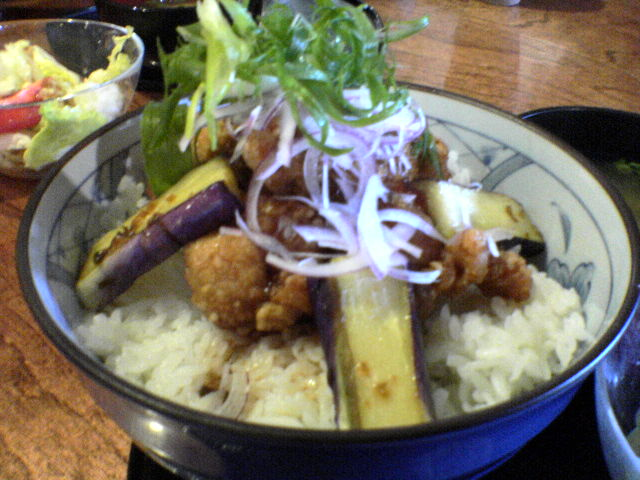
カリフォルニア州にある店のチキン南蛮丼

チキン南蛮（チキンなんばん）は、小麦粉と溶き卵を絡めた鶏肉を油で揚げ、甘酢（南蛮甘酢ダレ）に浸した宮崎県延岡市発祥の鶏肉料理である。
味付けは甘酢に加え、タルタルソースを掛けて提供されるのが一般的である。

## 概要
発祥当初は「鶏から揚げ甘酢漬け」と呼ばれていたが、鶏のから揚げと異なり片栗粉は使わず、チキンカツと異なりパン粉も使われない。。鶏胸肉に小麦粉をまぶした後、溶き卵を衣にして揚げ、それを甘酢ダレ（南蛮ダレ、南蛮甘酢ダレ）に漬け込んで味付けする。胸肉を使用するのが一般的だが鶏もも肉を使うこともある。
宮崎県では、惣菜屋や飲食店で定番メニューとなっているほか、各家庭でタルタルソースを作るなど宮崎のご当地料理として、また家庭料理として広まっている。スーパーマーケットなど食料品小売店では、チキン南蛮用のタルタルソースや南蛮漬けのタレなどの家庭用商品が販売されている。高知県をはじめとした四国の一部地域では、タルタルソースの代わりにオーロラソースが用いられ、チキンナンバンと称する。
九州創業の弁当販売チェーンほっともっとでは、3種のソースの違いで『チキン南蛮弁当』を区別し、限定商品として販売している。店舗手作りソースをかけた「チキン南蛮弁当」は宮崎県限定、企業オリジナルの滑らかな白いソースを後からかける「九州チキン南蛮弁当」は九州と一部地域限定、具の多いタルタルソースをかけた「チキン南蛮弁当」が通常販売となっている。
首都圏や関西圏において宮崎料理を提供する飲食店のメニューのほか、コンビニエンスストアや持ち帰り弁当チェーン店で弁当のおかずとして取り入れられた結果、現在では日本中に広く浸透している。2007年には農林水産省による農山漁村の郷土料理百選の「御当地人気料理特選」にも選定された。
宮崎県民のソウルフードであり、拘りを持つ事から、多くの県民はチキン南蛮に関して一家言を持ち、県外の甘酢に潜らせていない鶏の唐揚げにタルタルソースを掛けただけの料理をチキン南蛮と称する事を「県外のチキン南蛮はチキン南蛮じゃない」と快く思っていない。

## 発祥の店
タルタルソースをかけずに提供する「お食事の店 直ちゃん」を元祖とする説と、タルタルソースのかかっているチキン南蛮を提供する「おぐら」を元祖とする説があったが、「おぐら」の方が5年ほど前に発売していたことがわかっている。
参考文献によれば、「おぐら」は創業昭和32年でチキン南蛮の発売が昭和40年頃、「直ちゃん」は創業昭和40年頃でチキン南蛮の発売が昭和45年頃である（創業者の妻が証言）。

### 直ちゃん

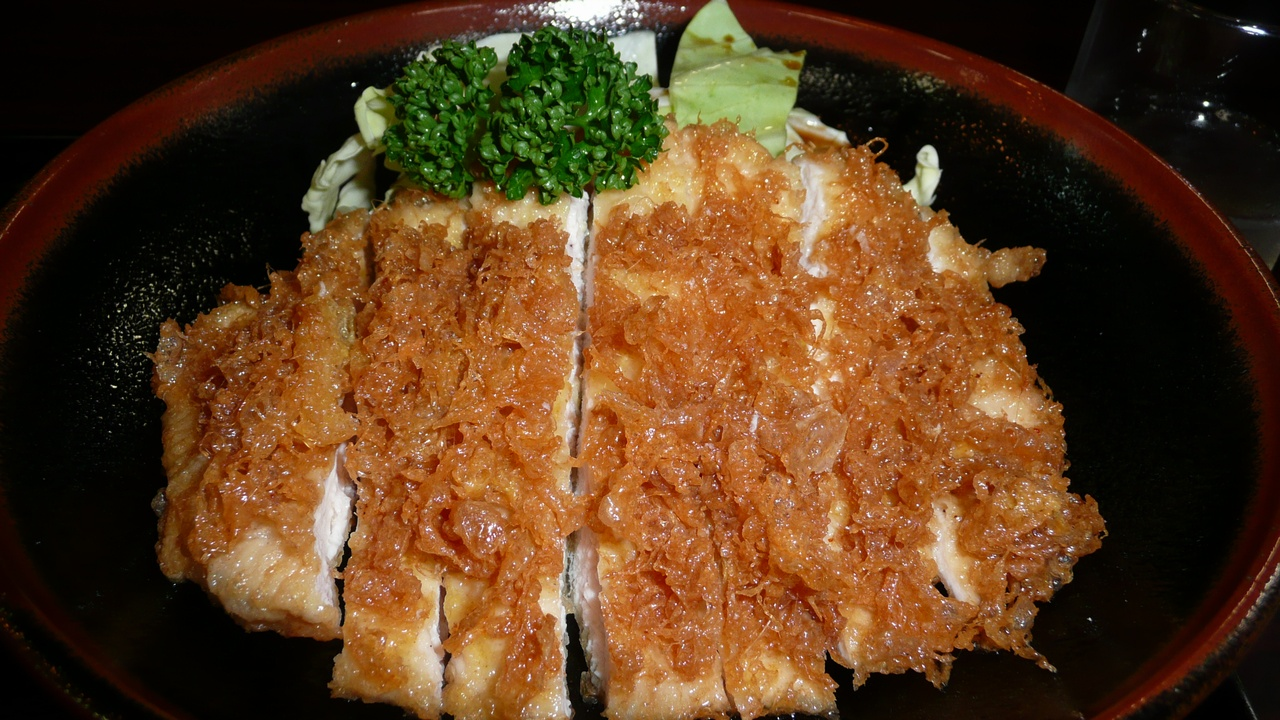
「直ちゃん」のチキン南蛮

かつて延岡市内にあった洋食店「ロンドン」で昭和30年代に出されていた賄い料理の一つに、衣を付けて揚げた鶏肉を甘酢にさっと浸した料理があった。「直ちゃん」の創業者である後藤直は昭和40年頃に居酒屋「直ちゃん」を開業後、目玉商品を探して「ロンドン」に弟子入りし、チキン南蛮の原型を目にしたと言われ、昭和45年頃メニューとして売り出した。賄いだった時のままタルタルソースは使用せず、秘伝の甘酢を染み込ませている。現在は店頭の看板も「元祖チキン南蛮 直ちゃん」としている。

### おぐら

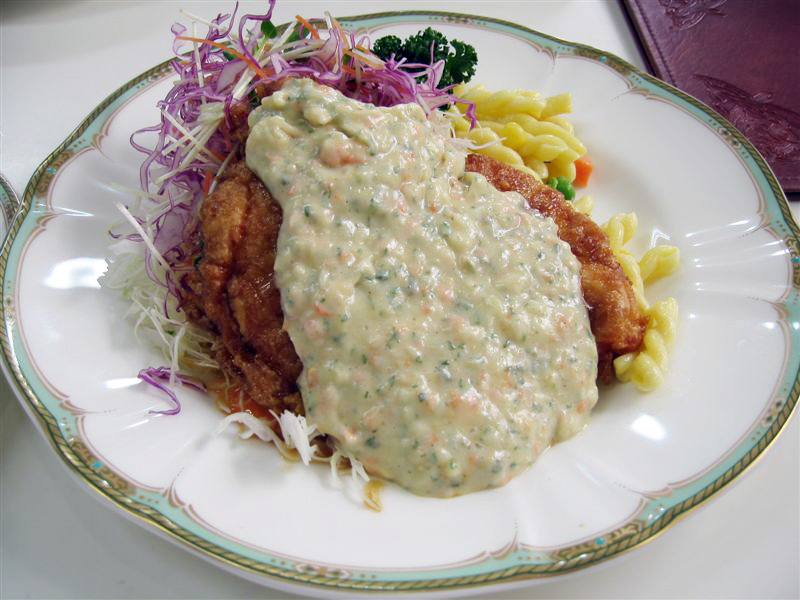
「おぐら」のチキン南蛮

「チキン南蛮」を考案したのは、おぐらの創業者甲斐義光の兄である甲斐照幸とされている。昭和40年頃に発売し、42年には人気を博していた。甲斐照幸は延岡にあった洋食店「ロンドン」のオーナーと古くから家族ぐるみの付き合いをしており、原型がここにあった可能性はあるという。タルタルソースは発売当初からかけられており、スルメイカにマヨネーズをつけて食べるところから発想したという。
宮崎県内外ではタルタルソースかけのチキン南蛮が広まり、「タルタルソースと甘酢タレを併用する」というイメージが強くなっている。

### 延岡市のイベント
どちらの説にしても発祥の地は延岡市であり、地元料理として親しまれ定着していった。延岡市では、2009年（平成21年）7月8日に「直ちゃん」と「おぐら」双方の関係者や大学関係者、料理研究家などによる「チキン南蛮発祥の地宣言シンポジウム」が開催された。